# 三菱ふそうバス製造
三菱ふそうバス製造株式会社（みつびしふそうバスせいぞう）は三菱ふそうトラック・バス傘下のバス生産会社である。同社製のバス生産を一手に担当する。略称はMFBMで、本社は富山県富山市婦中町道場にある。また、キャンターなどトラック用バンボディ（荷箱）やキャブなども製造していたが、トラック事業部が2006年（平成18年）3月で廃止（バンボディの製造は2005年（平成17年）11月で終了）となったため、今はバス専業になった。

## 歴史
本社の源流は東洋紡績（1966年（昭和41年）に呉羽紡績を合併）系列の呉羽航空機である。太平洋戦争中、呉羽紡績富山工場が原料不足で戦闘機機体製造に転換し、陸軍キ106やMXY8 秋水、その他基地偽装用の囮機等の生産に携わる。戦後、機体製造技術を生かしてモノコックバスボディの製造に活路を見出し、1950年（昭和25年）4月に呉羽自動車工業として分離独立した。
当初は国内各メーカーのシャーシを問わずに車体を架装し、主に北陸地方のバス事業者に卸していたが、1956年（昭和31年）10月に当時の三菱重工業の子会社・三菱自動車工業と提携関係を結んで以降、同社の指定バス車体メーカーとなる。1986年（昭和61年）1月に三菱自動車の資本が導入され、系列下に入ったことから新呉羽自動車工業に改称、次いで1993年（平成5年）8月1日に東洋紡績が資本を引き上げ三菱自動車の完全子会社となったことを機に三菱自動車バス製造（MBM）に改称されている。2003年（平成15年）の三菱ふそうトラック・バスの分社にあわせて、同年10月に社名を現社名に変更した。
三菱ふそうのバスは長らく、三菱自動車工業名古屋製作所大江工場（後の三菱ふそうトラック・バス大江バス工場）か、呉羽自動車が車体を架装したものを純正としていたが、この両社のバスのスタイルは、1990年代の前半まではかなりの違いがあり、呉羽製のボディは、車体全体に丸みを帯び、ヘッドランプベゼル（前照灯ケース、前照灯枠）やバンパー、リア部の処理などに差があった（ただし、1980年（昭和55年）から数年間は、大型バスは名古屋製作所製と同一デザインだった）。全般的に見た印象では、大江工場製は高速バスや観光バスを得意とし、呉羽は路線バスを得意とする傾向が見られる。
1996年（平成8年）以降、大江工場では路線バス車体製造を中止し、また、1998年（平成10年）には観光バスの車体製造も中止した。その後マイクロバスのローザのみ大江工場で生産されてきたが、2010年（平成22年）6月以降は三菱ふそうバス製造に集約化された。
2007年（平成19年）から三菱ふそうトラック・バスとUDトラックス（旧:日産ディーゼル工業）がバス製造事業における業務提携を開始したことに伴い、同社へワンステップ/自家用ツーステップ大型路線バス・観光バスが供給されるようになった一方で、ノンステップ大型路線バス・中型路線バスの製造が中止されることになったが､その後2011年（平成23年）10月頃に提携を解消した。また、提携時、ワンステップバス・ツーステップバスおよび大型観光バスは日産ディーゼルにOEM供給されていた。その後、ノンステップ大型路線バスは2009年に､ノンステップ中型路線バスは2011年にそれぞれ製造を再開した。

## 沿革
- 1944年（昭和19年）3月 - 呉羽紡績（現・東洋紡）庄川工場内にて、呉羽航空機設立[3]。
- 1945年（昭和20年） - 終戦後の11月、呉羽工業へ社名変更[3]。
- 1950年（昭和25年）
  - 4月 - 呉羽自動車工業へ改称（資本金50万円、従業員約70名）[3]。
  - 11月 - 富山市中市の不二越鋼材工業（現・不二越）の南東部の一画に1,113坪の工場建物付の土地4,500坪の土地を750万円で購入。翌1951年（昭和26年）1月に同地に工場移転。資本金を350万円に増資し、従業員約100名により操業開始。工場土地購入と同時に社宅用として富山市長江に1,148坪の土地および建屋（2戸続き長屋13棟）を不二越鋼材工業より購入[4]。
- 1952年（昭和27年） - 資本金を1,000万円に増資[4]。
- 1954年（昭和29年） - 資本金を2,000万円に増資[4]。
- 1956年（昭和31年）10月 - 三菱ふそう自動車（現・三菱自動車工業）と提携、指定のバス車体メーカーになり、系列生産を開始[4]。
- 1958年（昭和33年） - 300万円を投じて、工場北側3,600坪に艤装工場完成[3]。
- 1959年（昭和34年） - 資本金を5,000万円に増資。この際、三菱重工業が10万株を所得し、本格的な資本参加をなし、資本金が全額三菱自動車工業保有となる第一歩となる[8]。同年、フレームレスモノコックMR系生産。
- 1964年（昭和39年） - MR620生産開始。以降ふそう中型バスは一手に担当。同年、神奈川県相模原市田名に呉羽車輌を設立し、同年5月中旬から本格的な操業に入る[9]。後1969年（昭和44年）呉羽車輌を吸収合併。
- 1966年（昭和41年） - マイクロバスの生産を中止（累計411台のマイクロバスが生産されていた）[10]。
- 1974年（昭和49年） - ふそうMMシリーズを担当。
- 1984年（昭和59年） - エアロキング生産。以降スーパエアロやエアロ系「末尾Kモデル」を担当。
- 1985年（昭和60年）9月 - 累損が膨大化したため、呉自再建計画を開始[5]。11月には持株比率100％とし、累損を一掃した[5]。
- 1986年（昭和61年）1月 - 三菱自動車の資本が入り、社名を新呉羽自動車工業に改称[5]。
- 1993年（平成5年） - 東洋紡績との資本関係を解消。三菱自動車の完全子会社となり、8月1日に社名を三菱自動車バス製造（MBM）へ改称すると共に、広い土地で有効に利用して一貫した自動車製造を行うため、工場を富山市婦中町に移転[6][11]（工場完成は同年9月3日で、7月末から一部新モデル車の生産を開始していた[6]）。以降、名古屋大江工場と2つの工場で生産していた大型バス生産が富山に集約されはじめる。
- 1996年（平成8年） - 大型路線バス生産が富山に集約される。
- 1998年（平成10年） - ローザを除く三菱ふそう製バス全ての生産工場となる。
- 2003年（平成15年） - 三菱ふそうトラック・バスの分社により社名を三菱ふそうバス製造（MFBM）へ改称。
- 2006年（平成18年） - トラック架装事業廃止。バスボディ架装専業となる。
- 2007年（平成19年） - 三菱ふそうトラック・バスと日産ディーゼル工業のバス製造事業における業務提携の開始を機に、ラインナップが縮小。併せて日産ディーゼル工業へのOEM供給を開始[12]。
- 2009年（平成21年） - ノンステップバス製造再開（PKG-MP35U*改）。
- 2010年（平成22年）6月 - 大江工場からローザの生産を移管。これで三菱ふそう製バス全ての生産工場となった。
- 2022年（令和4年） - 光岡自動車との間でバディの製造委託について基本合意し、バディの受託生産を開始[13][14][15]。

## 生産車種

### 現在製造されているバス
- 大型観光バス
  - エアロクィーン（MS系・スーパーハイデッカー）
  - エアロエース（MS系・ハイデッカー）
- 大型路線バス
  - エアロスター（2代目）[注釈 3]（MP系・大型路線バス）
- 小型マイクロバス
  - ローザ（BE系）

### 過去に生産されていたバス
- エアロスター（初代）（MP系・大型路線バス、1992年度まではK、1993年度からMを生産）
- エアロキング(MU系・大型2階建てバス)
- エアロミディMK（MK系・9m中型バス）
- エアロミディMJ（MJ系・7m中型バス）
- エアロミディME（ME系・小型ノンステップバス）
- スペースランナーA（AP系・エアロスターの日産ディーゼルへのOEM供給車）
- スペースウイングA（AS系・エアロクィーンの日産ディーゼルへのOEM供給車）
- スペースアローA（AS系・エアロエースの日産ディーゼルへのOEM供給車）
- スペースアローA ショートタイプ（AM系・エアロエース ショートタイプMMの日産ディーゼルへのOEM供給車）

### 光岡自動車からの受託生産車種
- バディ（一部グレードは光岡自動車で生産）

## 呉羽時代のバスボディギャラリー

### 中型

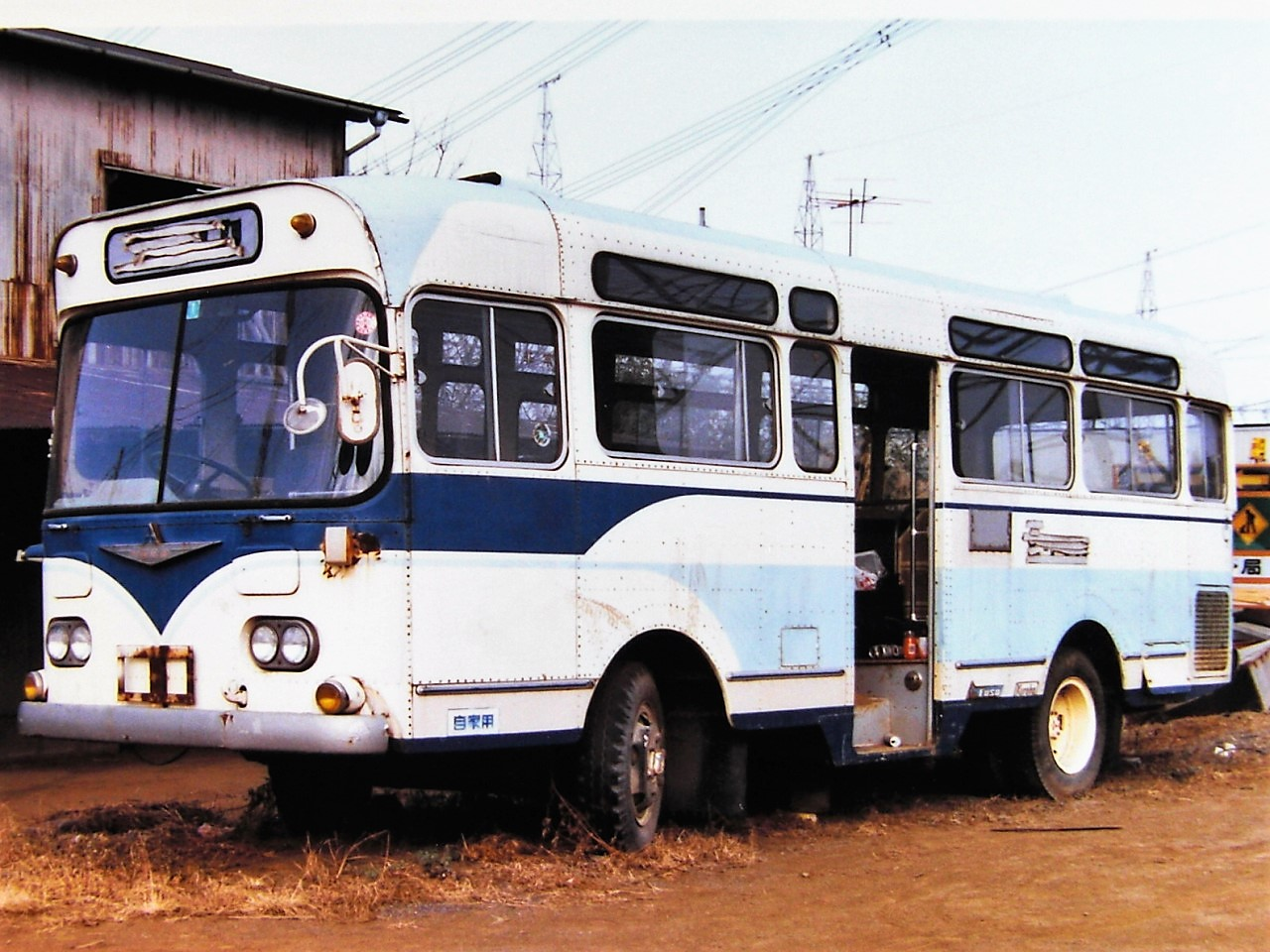
MR620  自家用
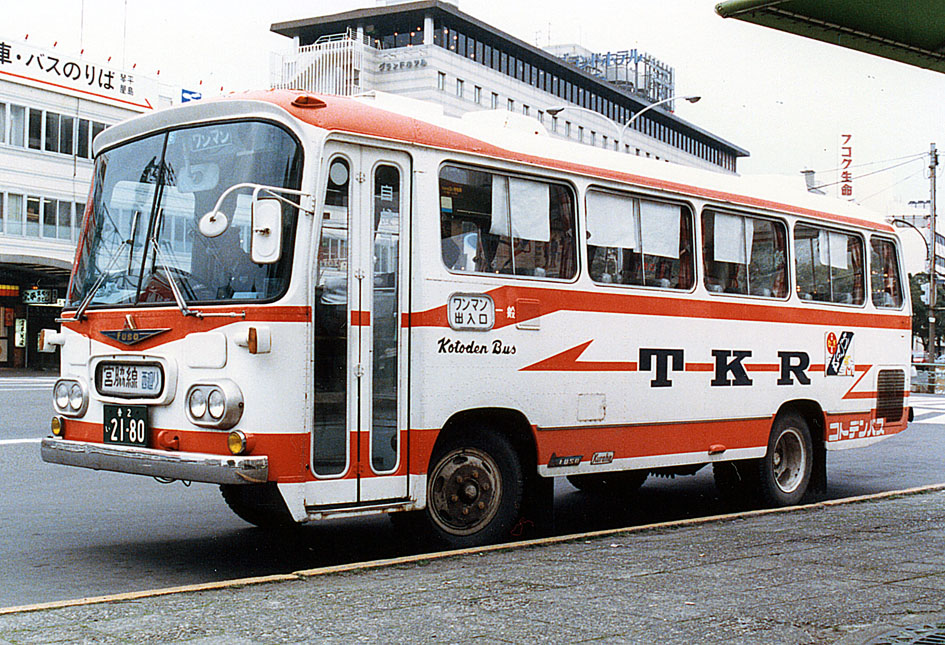
MR620　コトデンバス
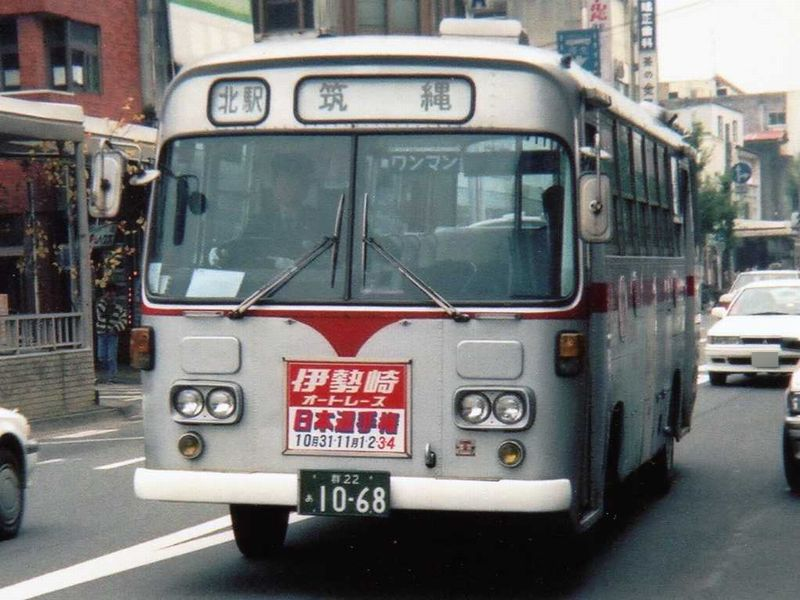
MK115H　群馬バス
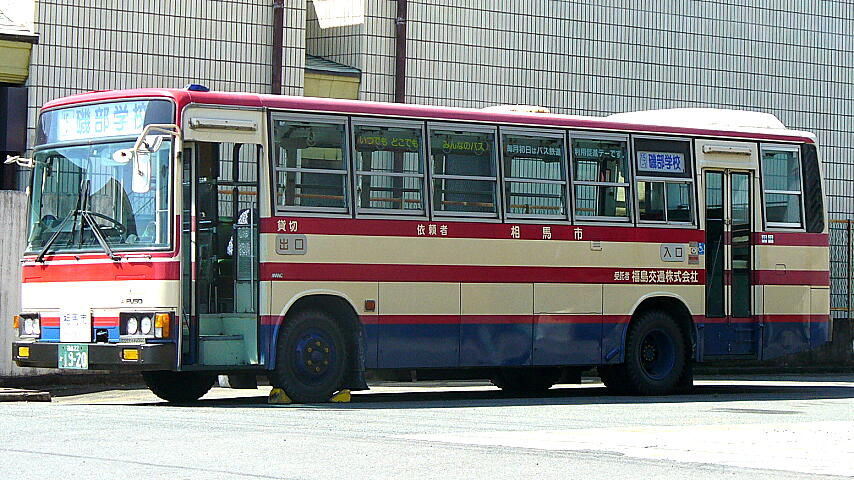
P-MK117J　福島交通
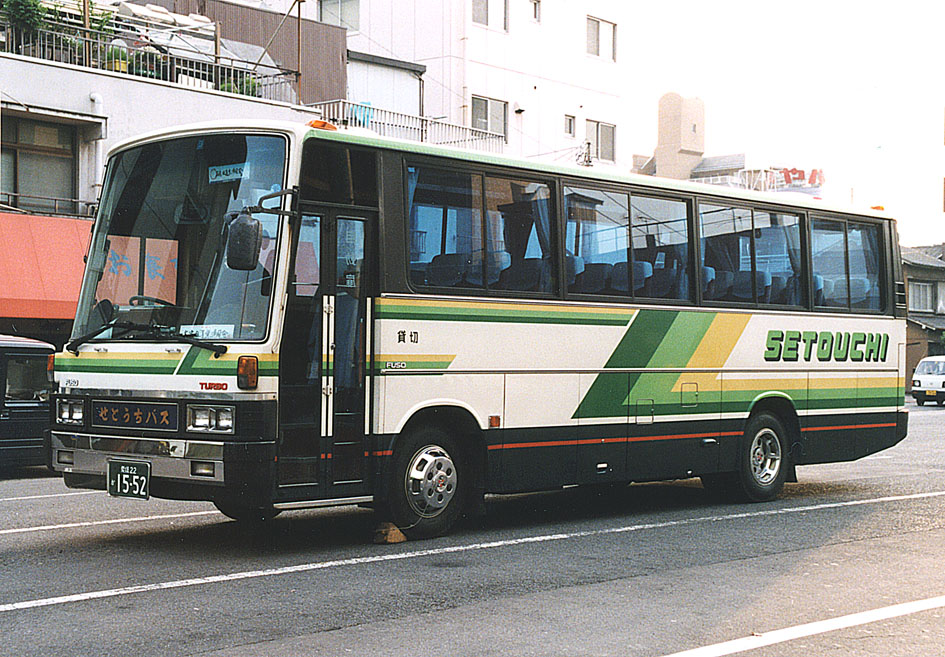
P-MK515J　せとうちバス

### 大型

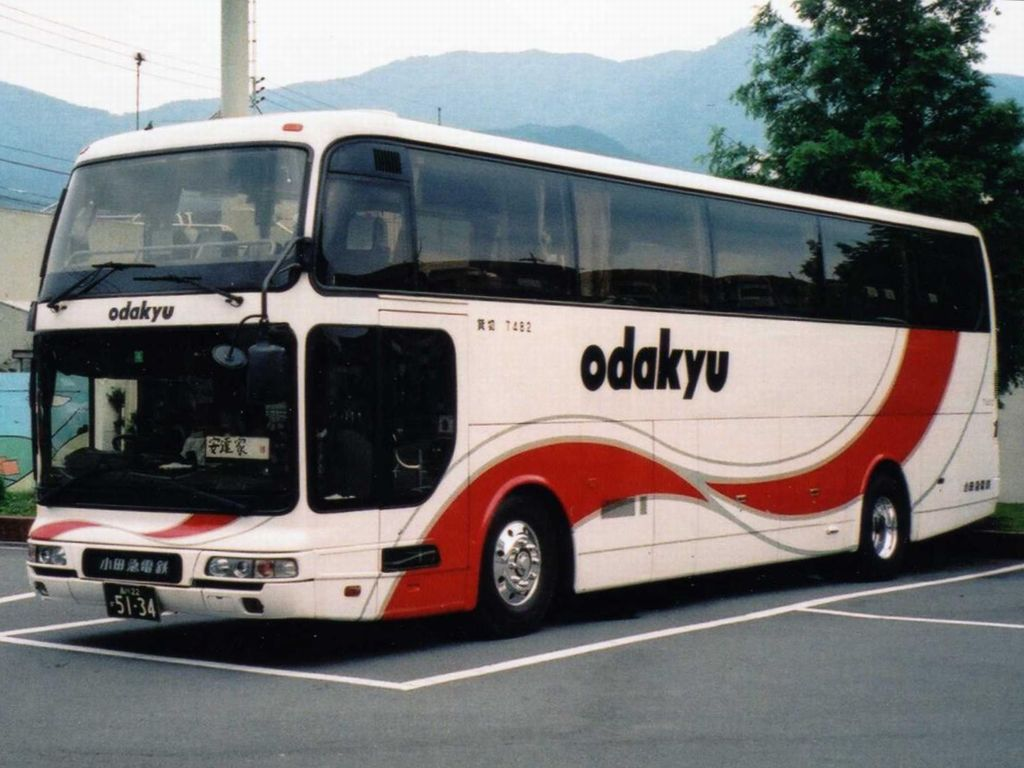
U-MS821PA エアロクィーンIII 小田急箱根高速バス
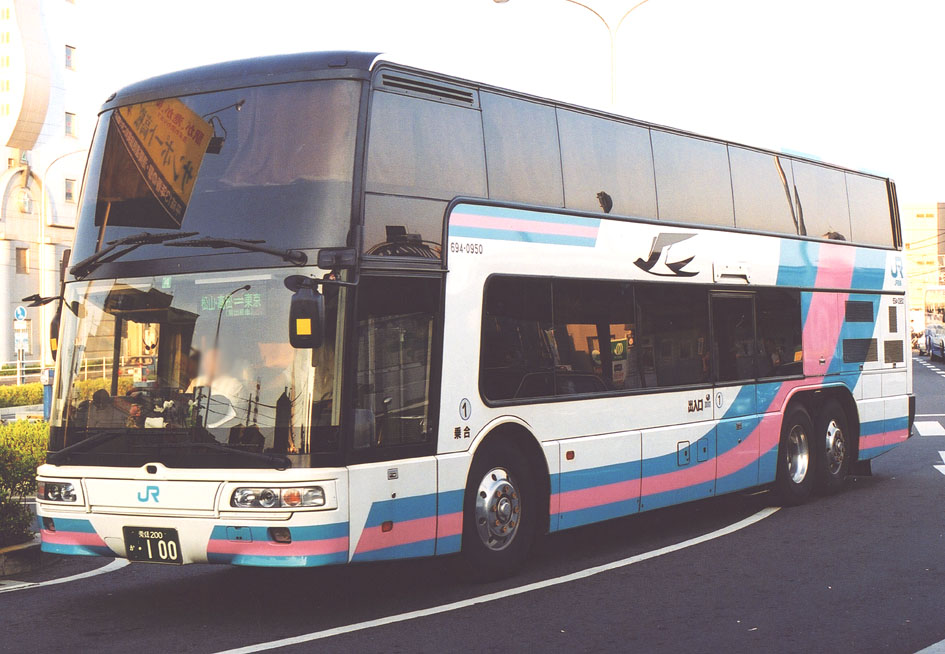
KC-MU612TA エアロキング JR四国

- 路線車

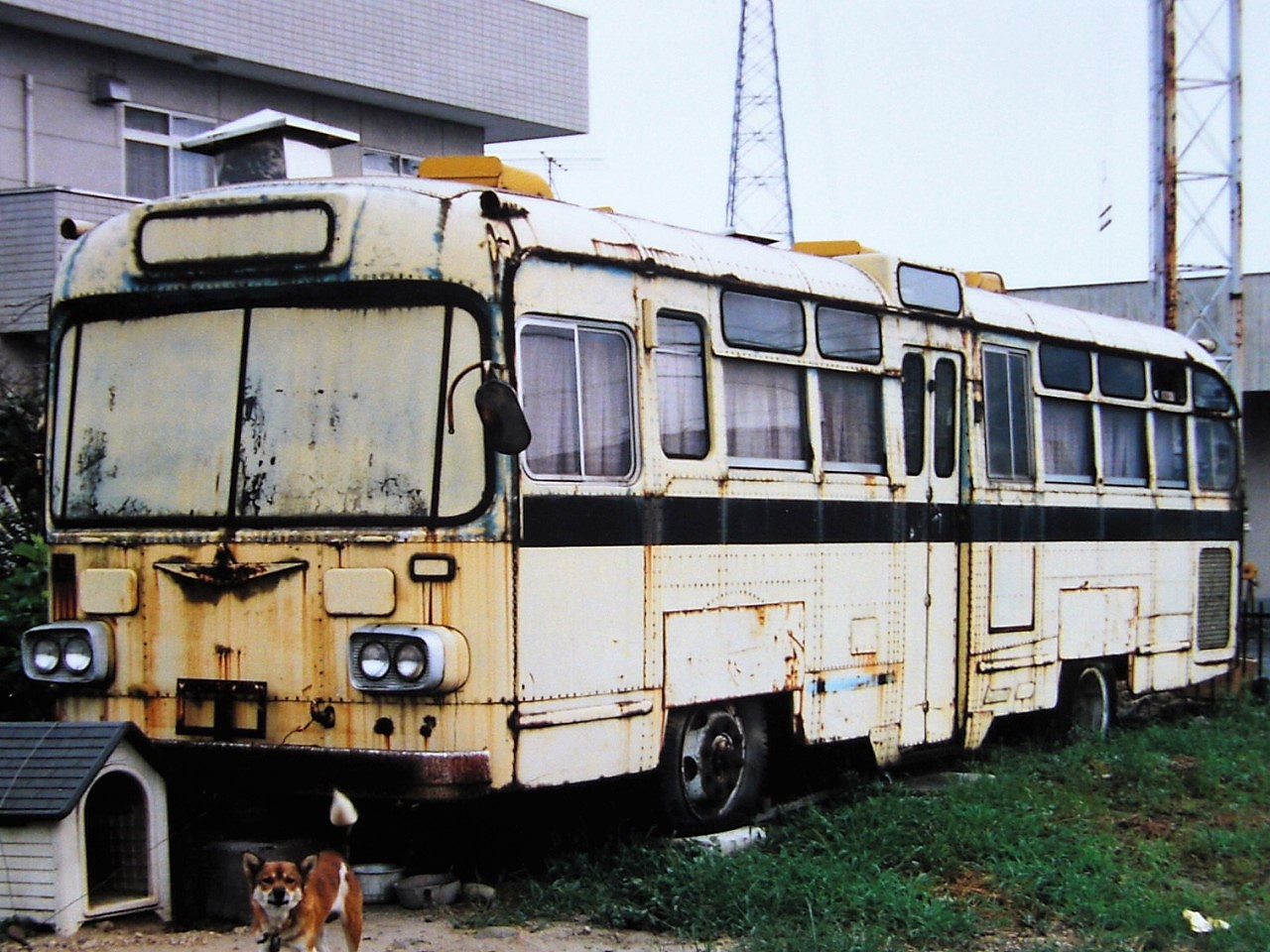
MR510  廃車体
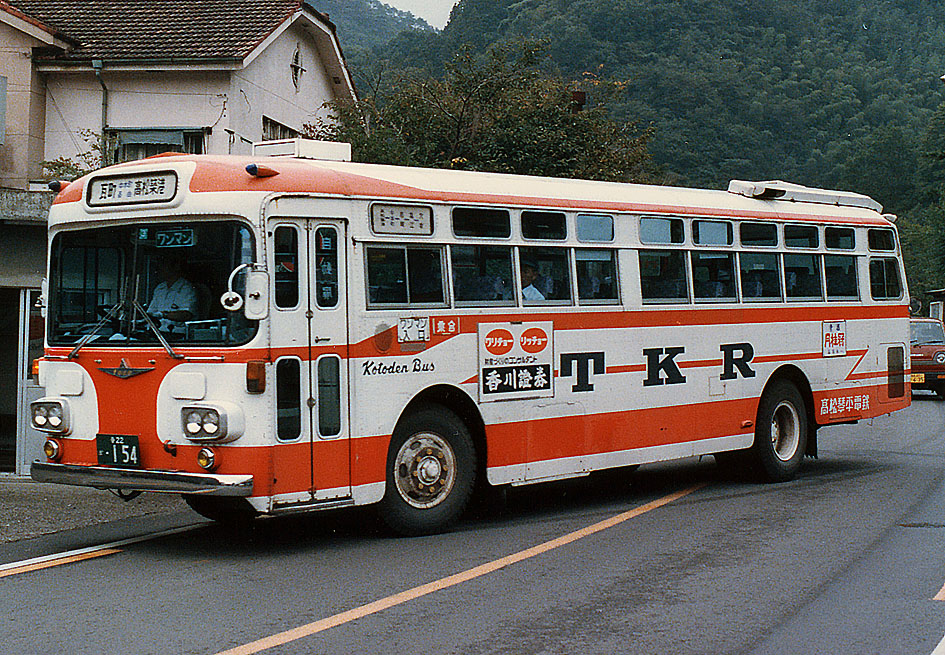
B800L 高松琴平電鉄（当時）
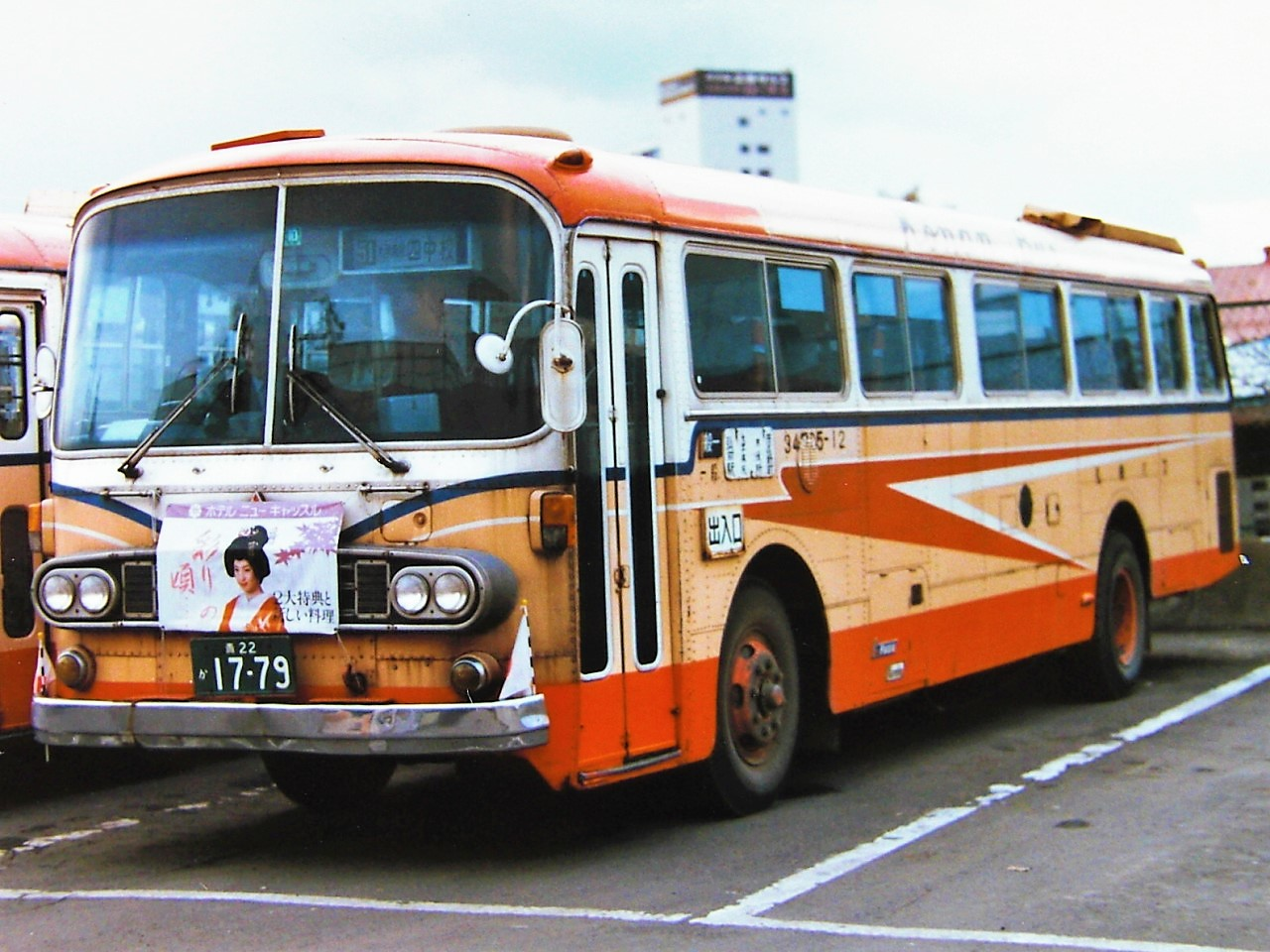
B805L　弘南バス
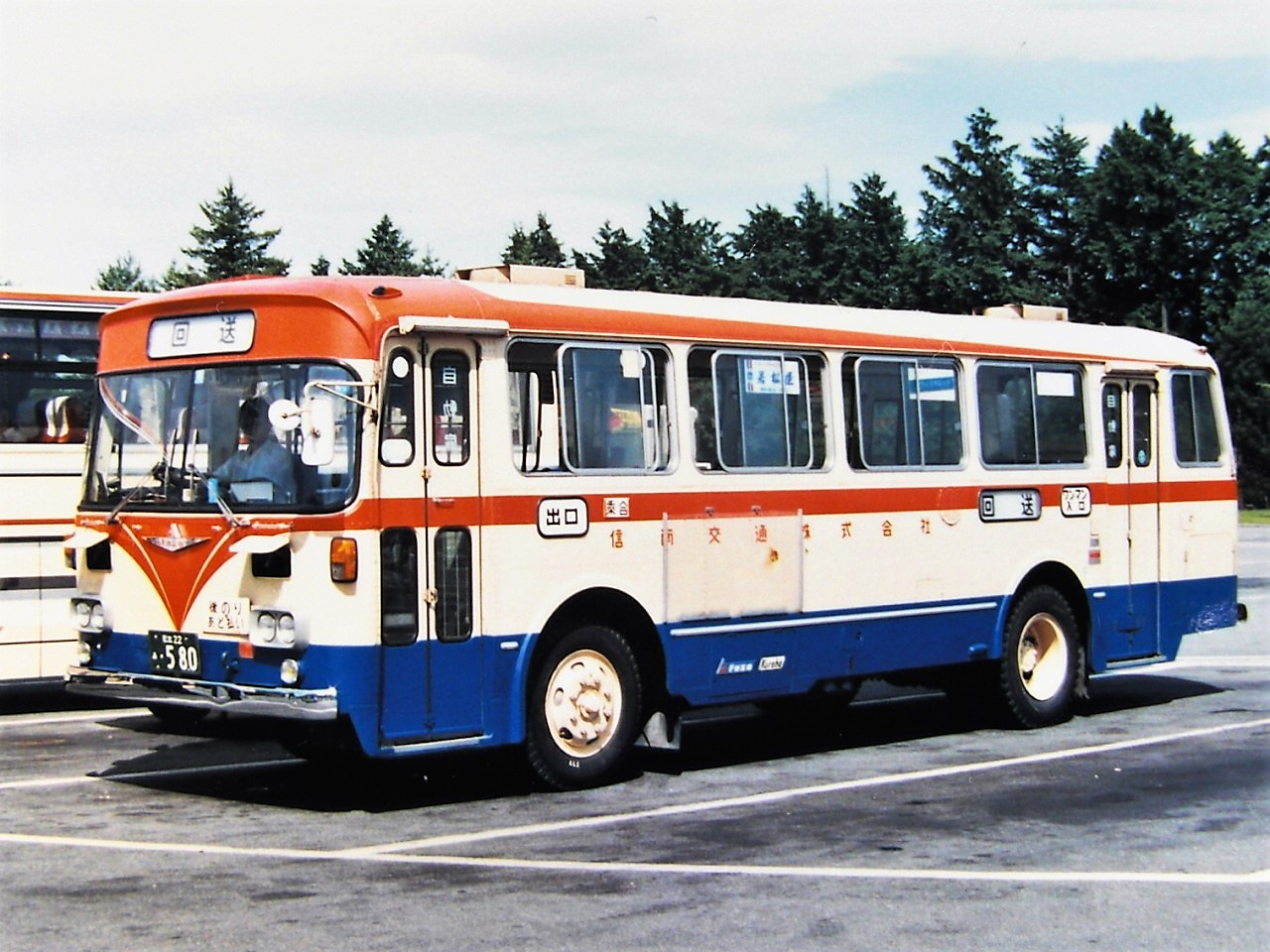
MM104H  信南交通
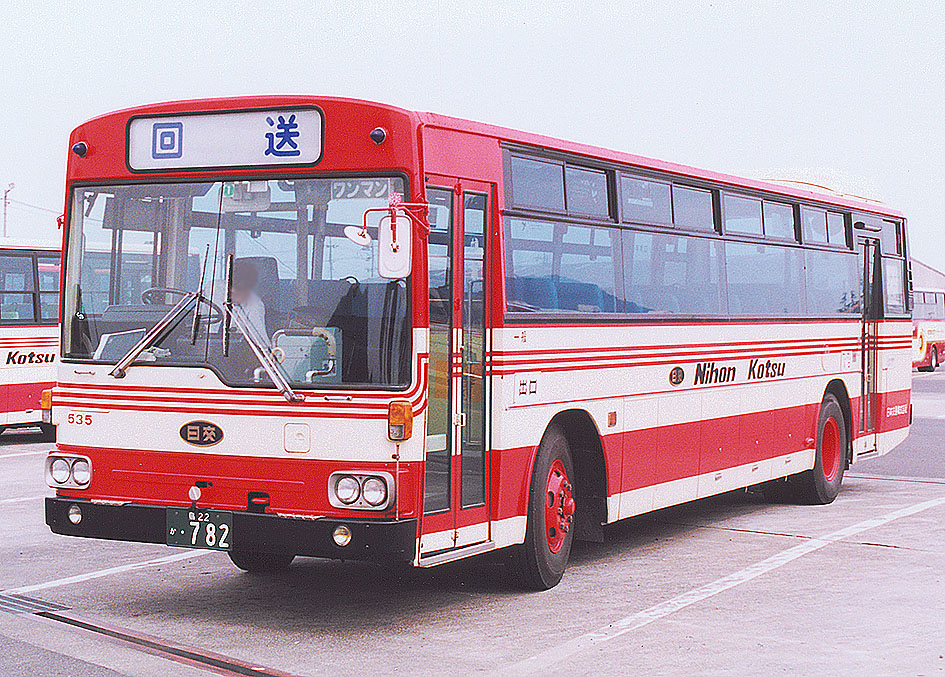
P-MP518N 日本交通
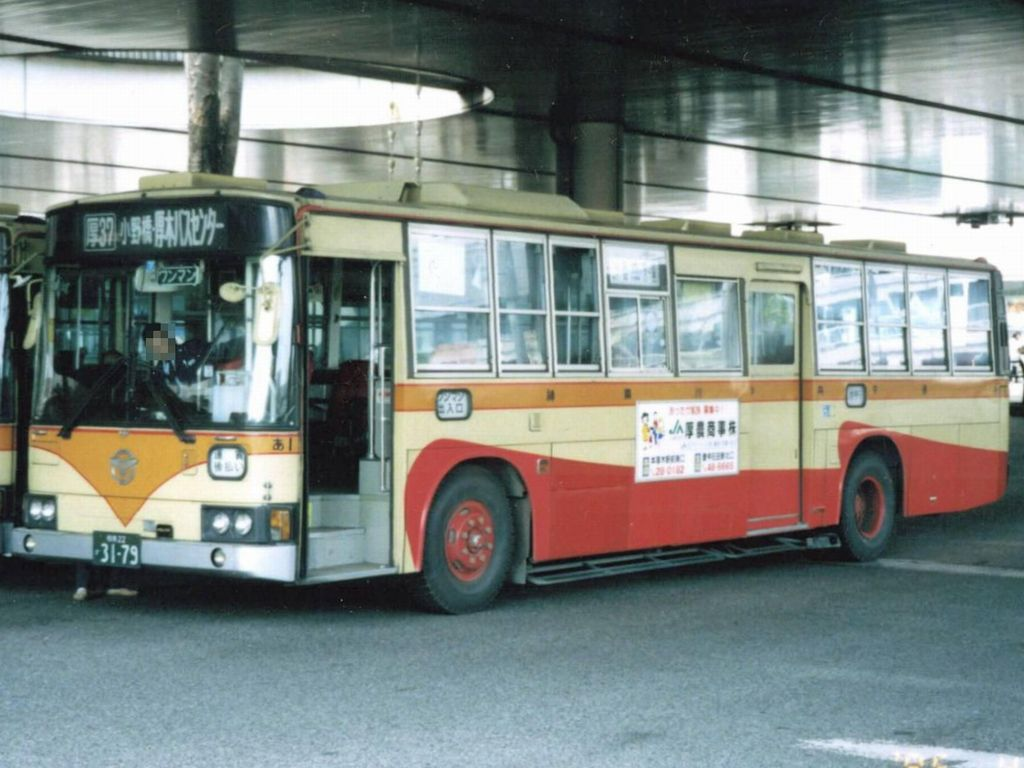
P-MP218P エアロスターK 神奈川中央交通

- MS7時代

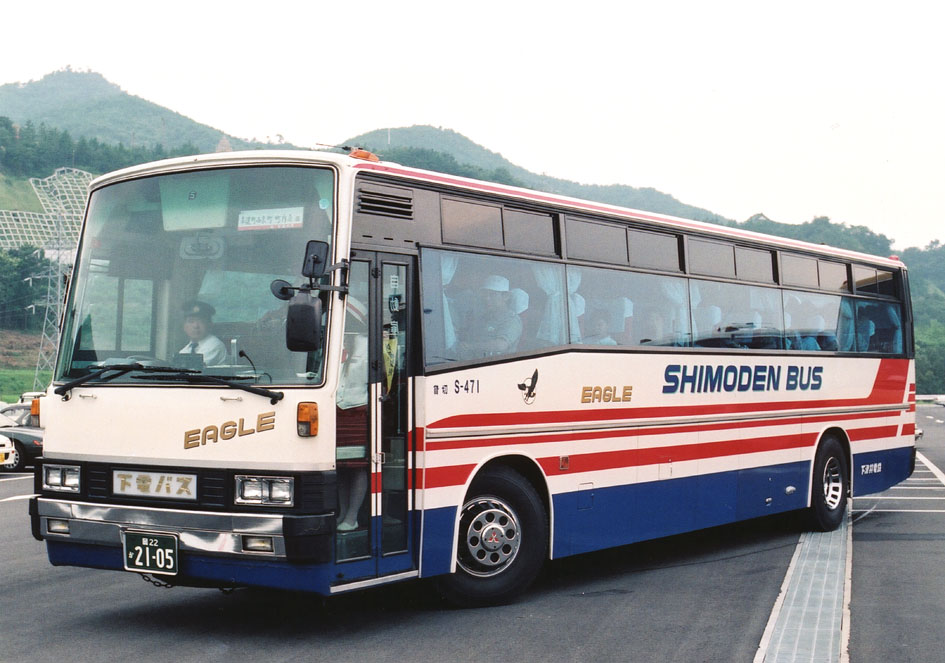
P-MS715S エアロバスサンシャインデッカ 下津井電鉄
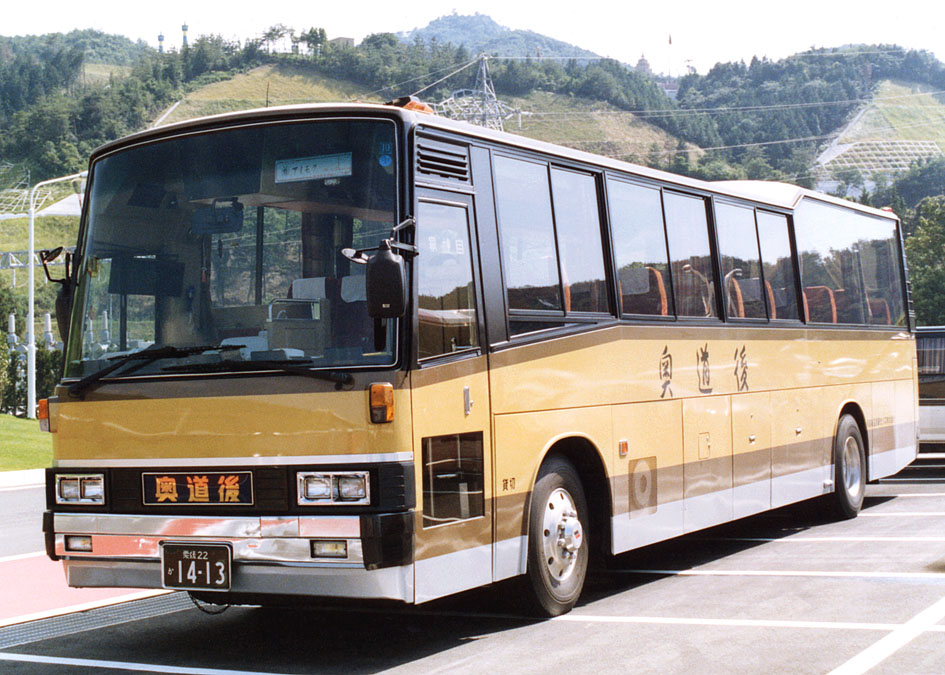
P-MS725S エアロバスサンシャインデッカ 奥道後温泉観光バス
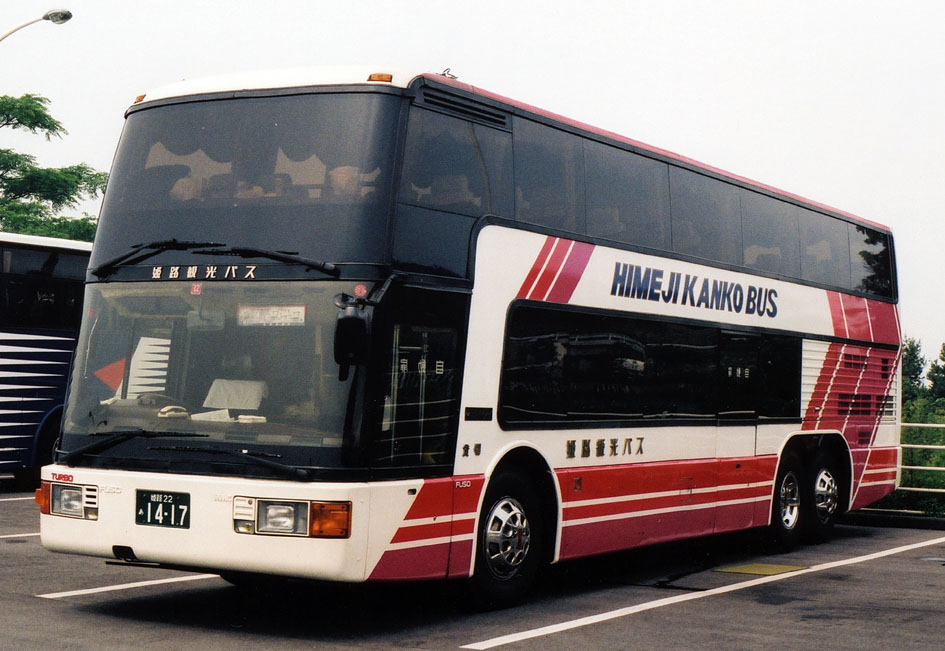
P-MU515TA エアロキング 姫路観光バス
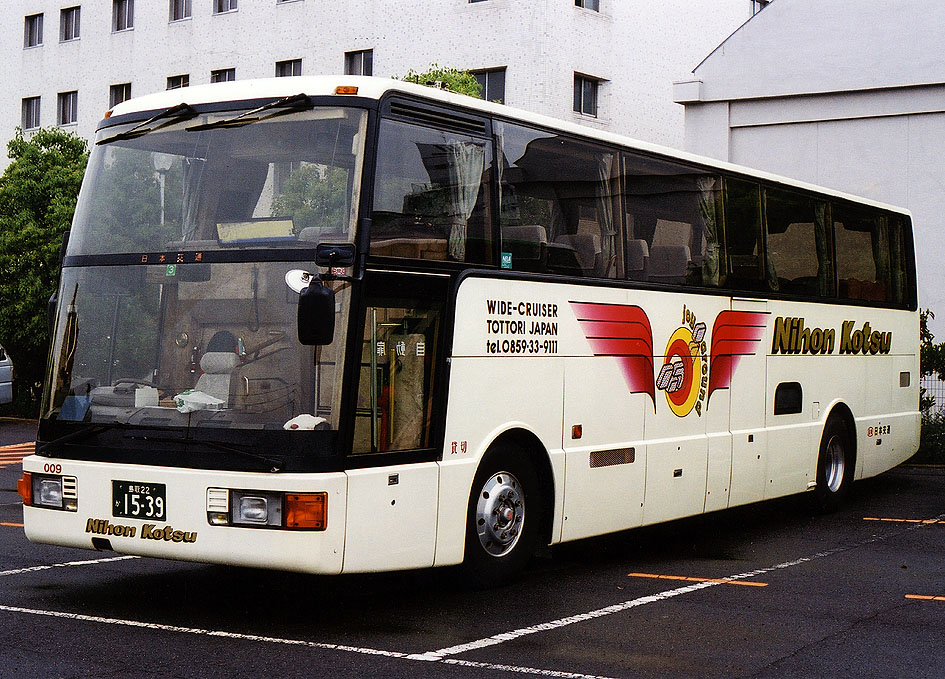
P-MS725S改 エアロクィーンK 日本交通
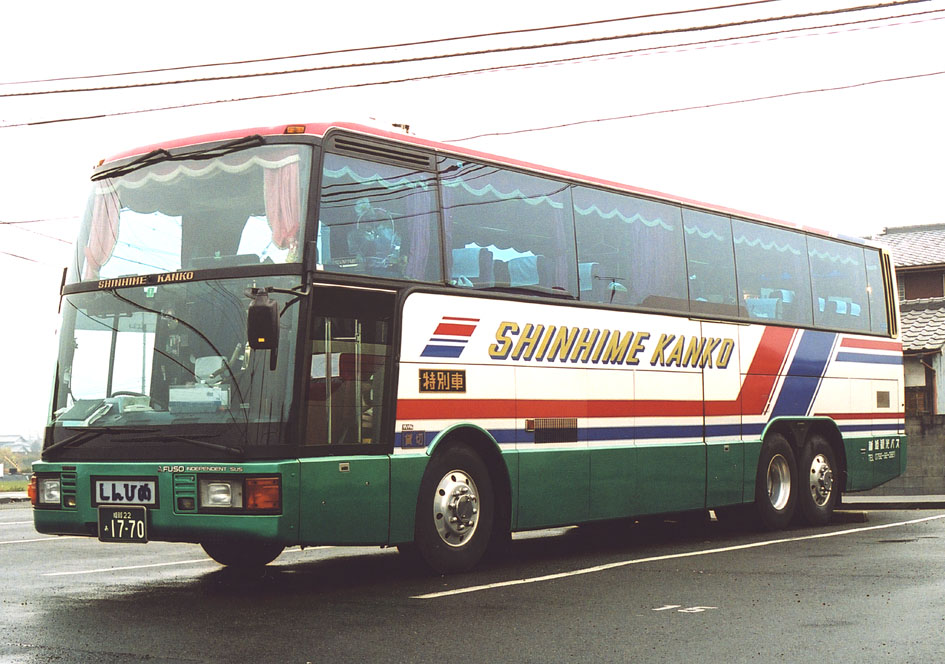
P-MU525TA改 エアロクィーンKW 新姫観光バス
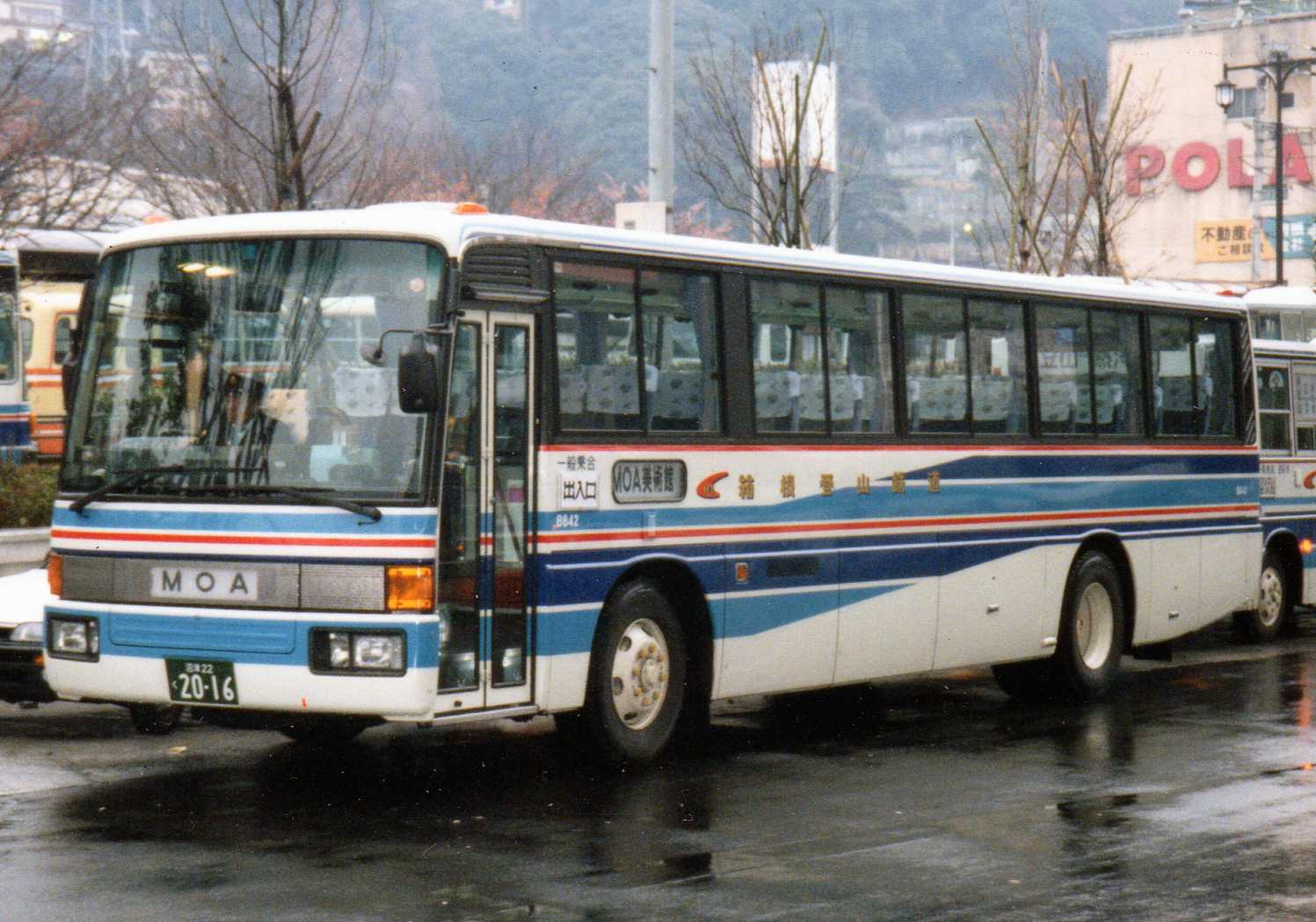
U-MS716N エアロバスK 箱根登山鉄道
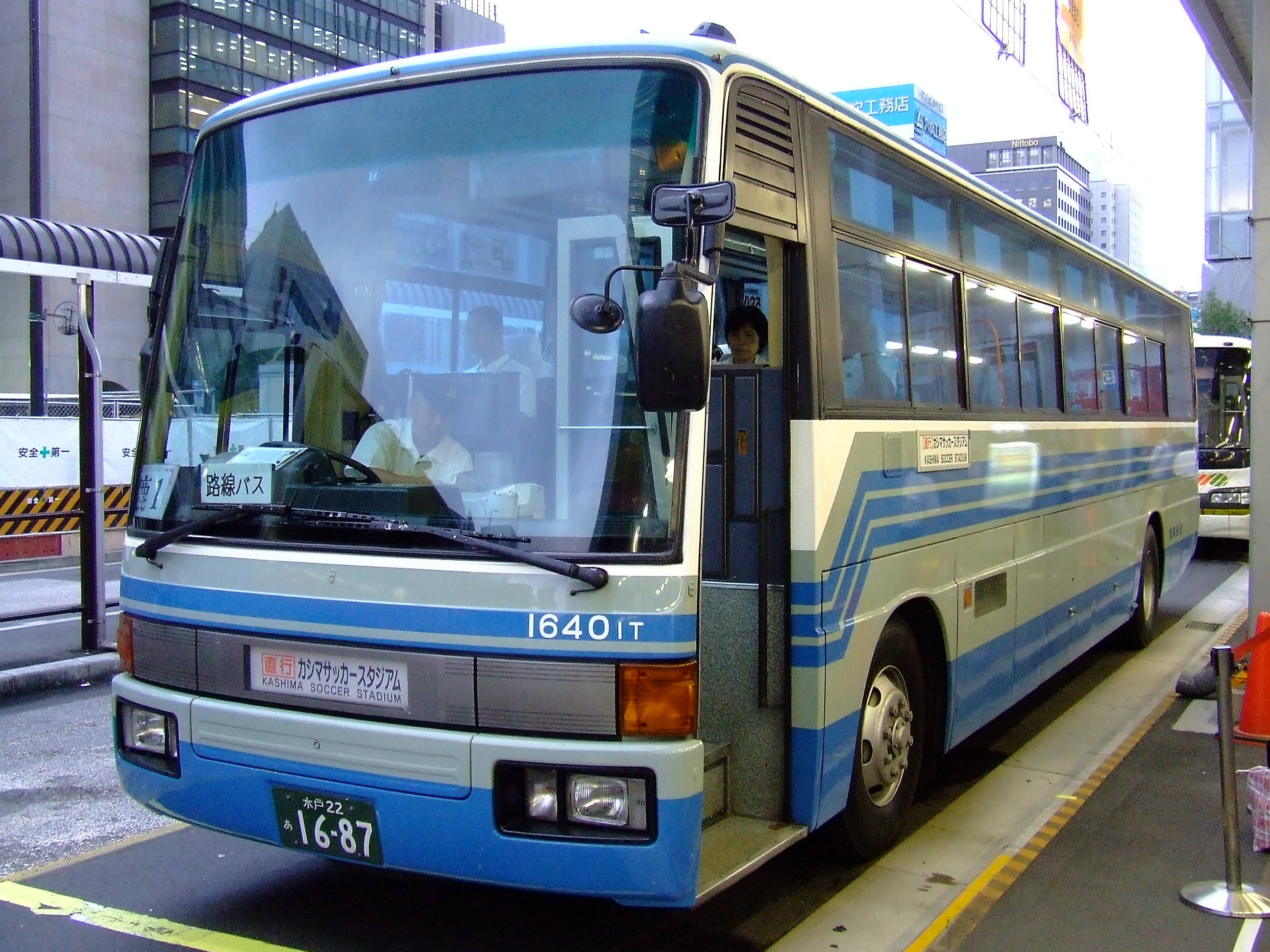
U-MS726S エアロバスK 関東鉄道
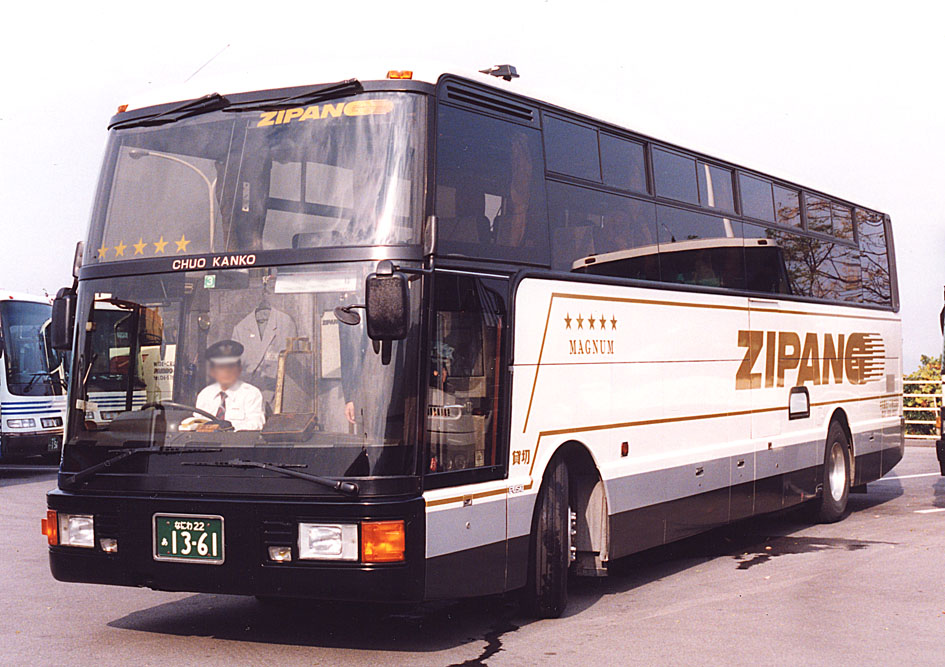
P-MS729S エアロクィーンK 大阪中央観光
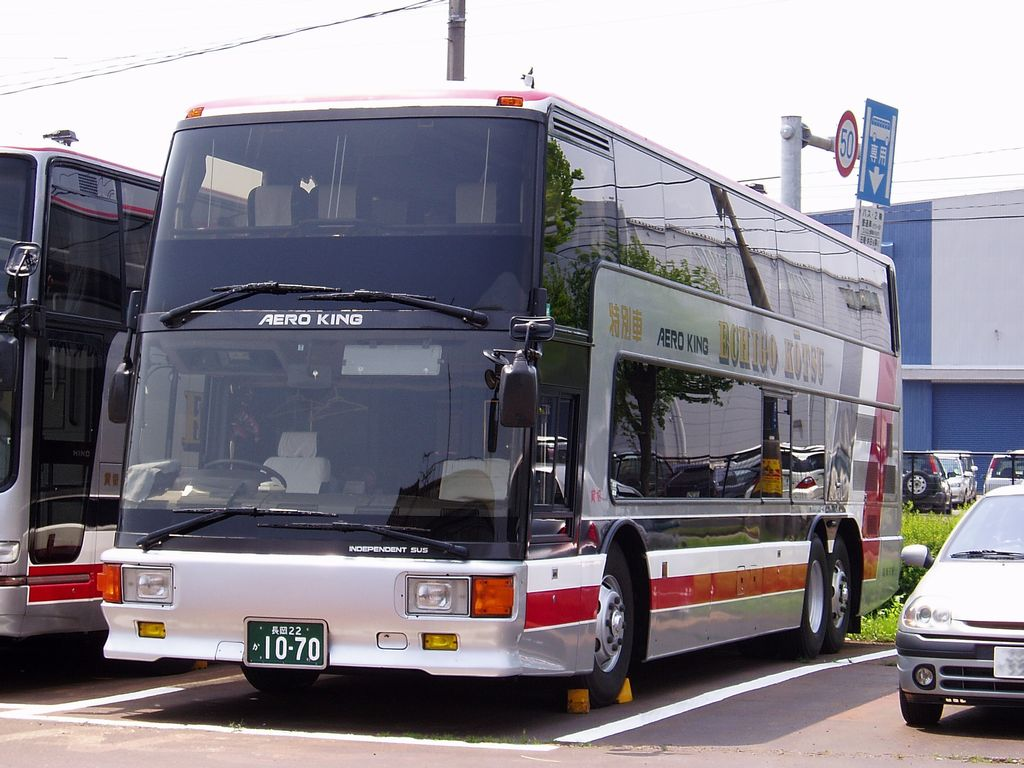
U-MU525TA エアロキング 越後交通
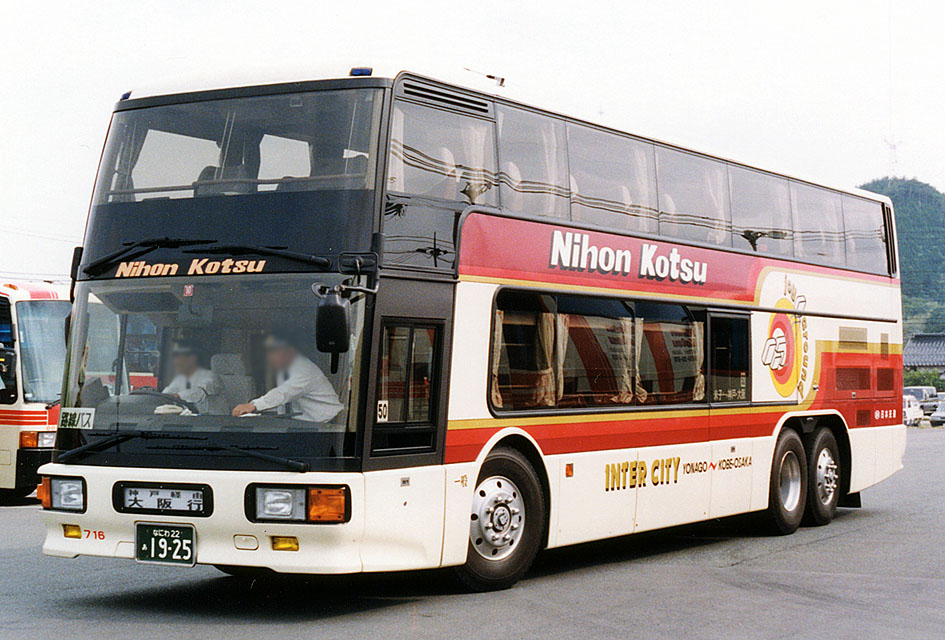
U-MU525TA改 エアロキング 日本交通（大阪）

- MS8時代

- U-MS821PA
エアロクィーンIII
小田急箱根高速バス
- KC-MU612TA
エアロキング
JR四国